# Lycopodiella ramulosa
Lycopodiella ramulosa là một loài thực vật có mạch trong Họ Thạch tùng. Loài này được (Kirk) B. Øllg. mô tả khoa học đầu tiên năm 1987.

## Hình ảnh

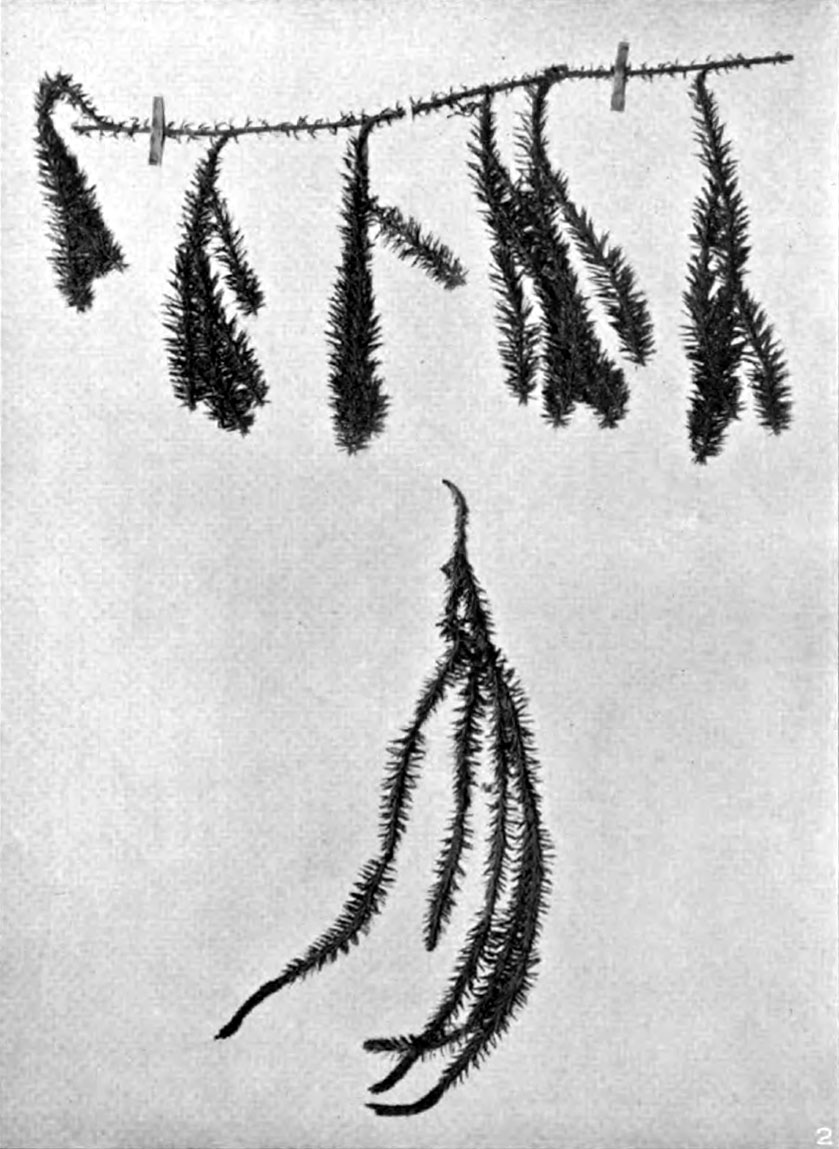
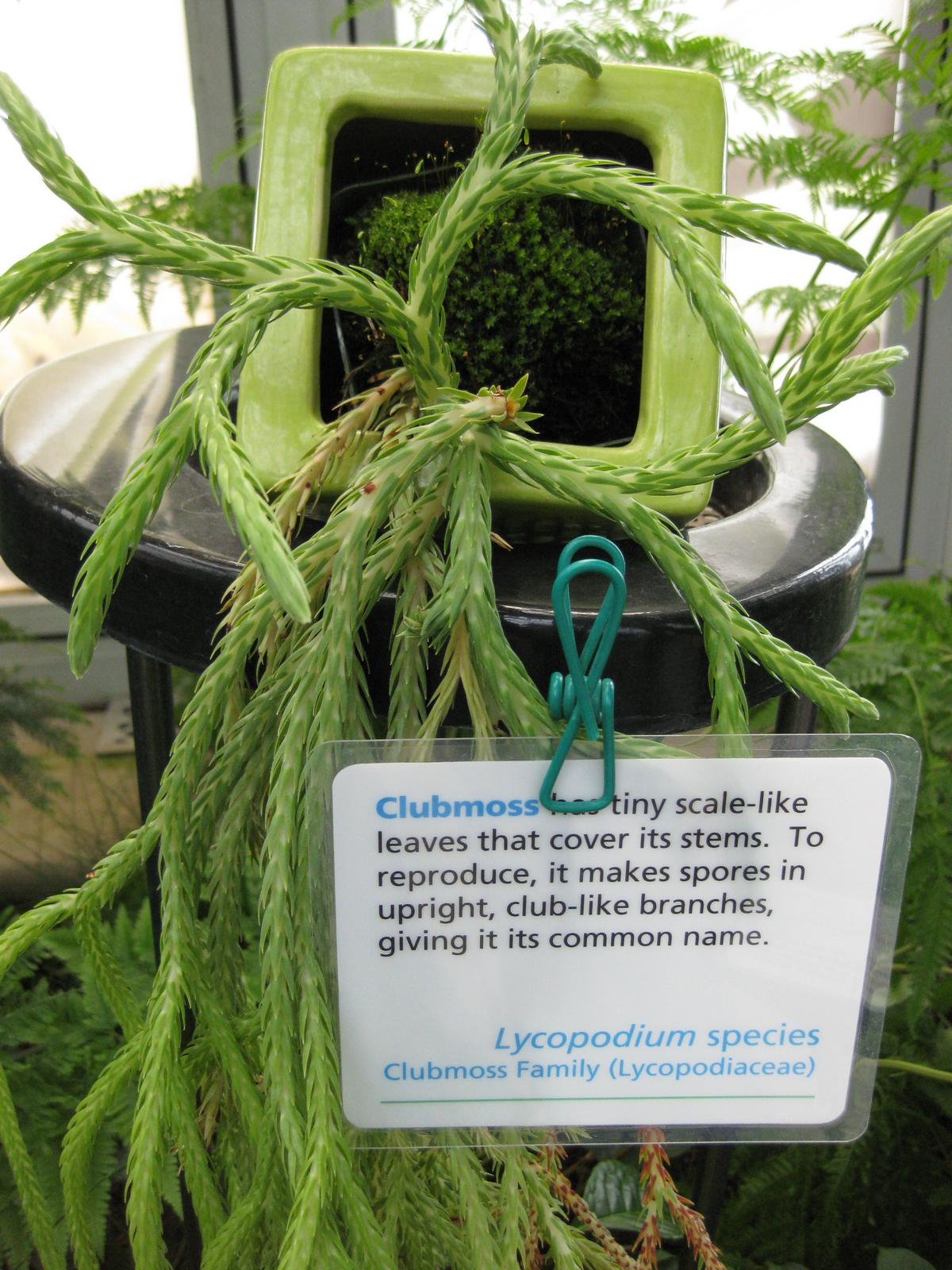
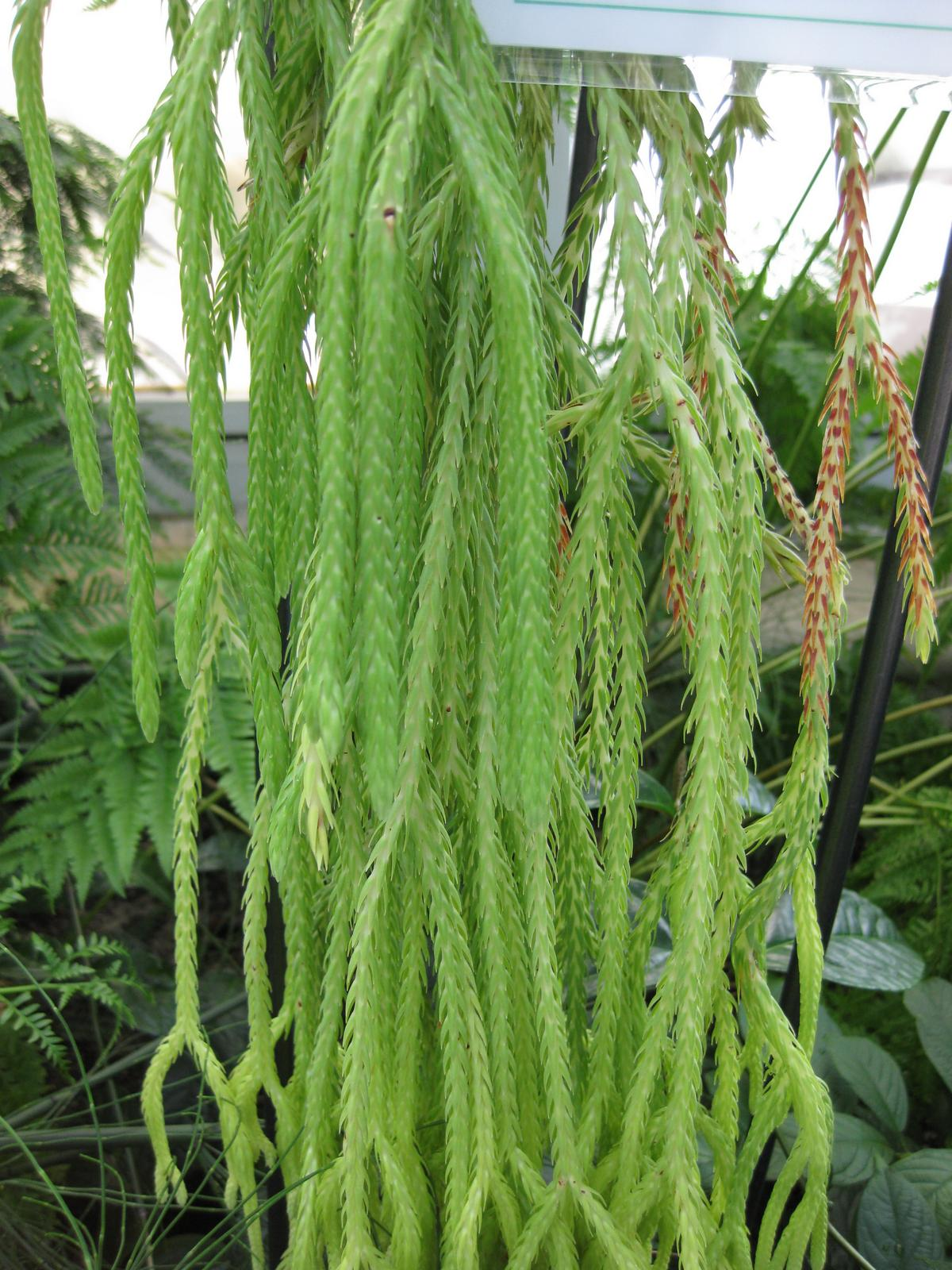
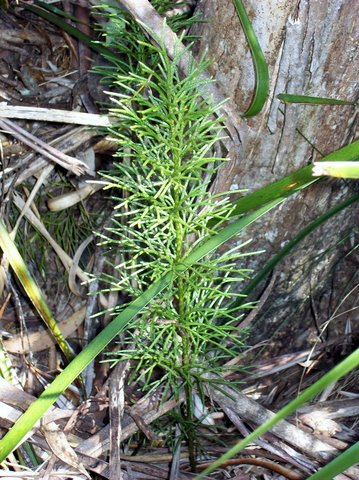